# Needle in a Slunk Stack
Needle in a Slunk Stack är det 28:e studioalbumet av gitarristen Buckethead. Albumet släpptes den 24 september 2009 på TDRSMusic.com. Albumets namn anspelar på det populära ordspråket som att hitta en nål i en höstack.
Det följer stilen från Forensic Follies och Buckethead använder slag och riffs från hans föregående album, Inbred Mountain, The Elephant Man's Alarm Clock, Slaughterhouse on the Prairie och Island of Lost Minds.

## Låtlista
| Nr           | Titel                         | Längd |
| ------------ | ----------------------------- | ----- |
| 1.           | Needle in a Slunk Stack       | 4:10  |
| 2.           | Interview with the Double Man | 4:09  |
| 3.           | Carcass Cable                 | 2:46  |
| 4.           | Next Stop, the Shell          | 2:07  |
| 5.           | Distilled Scalp               | 4:57  |
| 6.           | Furnace                       | 3:19  |
| 7.           | Mego Frankenstein             | 2:59  |
| 8.           | Alpha Sea                     | 2:32  |
| 9.           | Wormwood's Workshop Part 1    | 3:25  |
| 10.          | Pythagorus Sled               | 1:01  |
| 11.          | Slunk Smuggler                | 1:57  |
| 12.          | Wormwood's Workshop Part 2    | 4:11  |
| 13.          | Astral Traveler               | 3:08  |
| Total längd: | Total längd:                  | 40:41 |

## Lista över medverkande
- Buckethead - Infinite Beak, Gitarr
- Dan Monti - Trumprogrammering
- Producerad av Dan Monti och Albert
- Konst av Bryan Theiss, Frankenseuss Labs, Seattle